# 雅拉國家公園

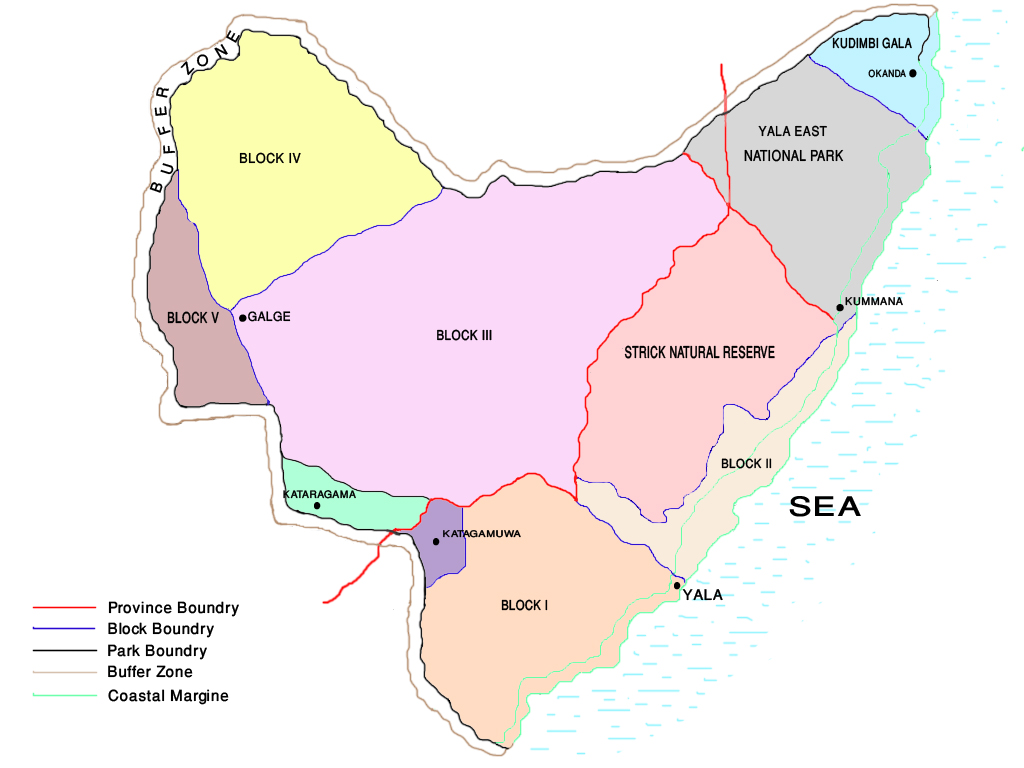
雅拉國家公園分區圖

雅拉國家公園位於斯里蘭卡南部，地跨南部省及烏沃省，是斯里蘭卡參觀人數最多及第二大的國家公園。

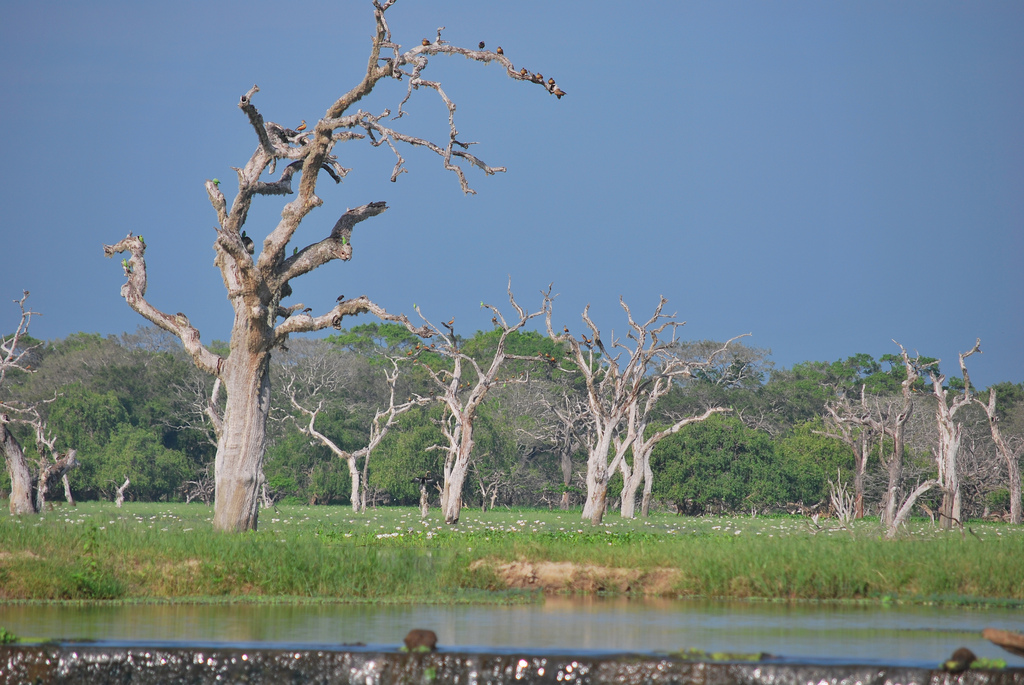
雅拉國家公園的濕地

雅拉國家公園分為5個區域，其中兩個現向公眾開放，每區又有各自獨立的名稱，例如第一區又名Ruhuna國家公園。雅拉國家公園內有許多不同的生態系統。
雅拉國家公園內曾有過幾次的古代文明。有兩個重要的朝聖地點，Sithulpahuwa和Magul Vihara，坐落在園區內。在南亞海嘯中造成了嚴重的損壞，共有250人在其附近死亡。在公園的安全狀況得到改善後，遊客人數自2009年以來一直在上升。

## 歷史
西班牙製圖家西普里亞諾·桑切斯在其1560年的地圖中将雅拉标注为“由於其不利健康的环境，该地被遺棄了300年。”。首席大法官亞歷山大·約翰斯頓在1806年航行亭可馬里至漢班托塔後，詳細寫出了雅拉的位置。在1900年3月23日，政府宣布雅拉和Wilpattu國家公園根據森林條例保留。 最初保留的面積為389平方公里，由馬尼克至Kumbukkan河之間。當時的保留並沒有給予雅拉的名稱。
1938年3月1日，雅拉地區正式受動植物條例保護，並由當時的農業部長斯蒂芬·森納那亞克通過成為法定的一個國家公園。

## 物理特性

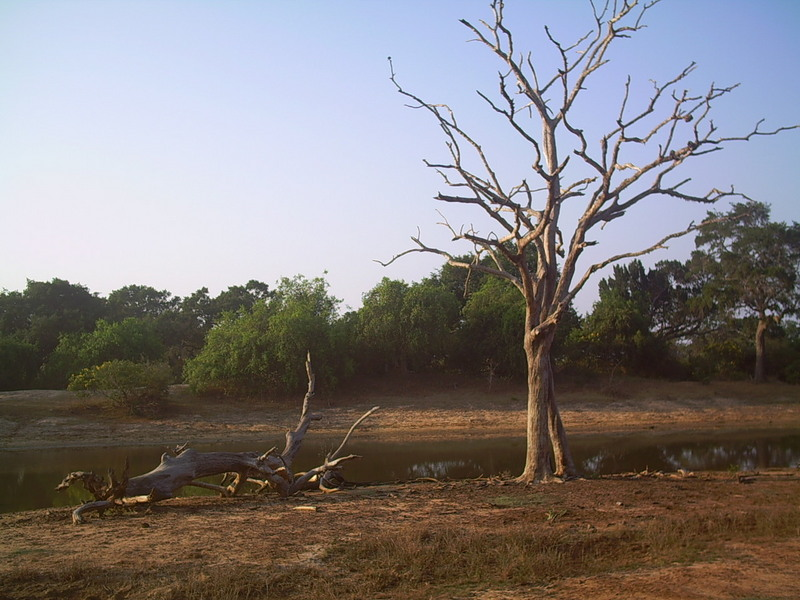

在亞拉地區主要是由變質岩組成，屬於前寒武紀時代。

## 外部連結
- @ p. 242